# Родригес Барбоза, Олаво
Олаво Родригес Барбоза (порт. Olavo Rodrigues Barbosa; 11 июля 1923, Порту-Алегри — 17 ноября 2010, Гояния), более известный под именем Нена (порт. Nena) — бразильский футболист, центральный защитник.

## Карьера
Нена начал свою карьеру в клубе Парана из родного города Порту-Алегри. В возрасте 17 лет он перешёл в «Интернасьонал», куда его позвал Рикардо Диес, бывший тренер клуба. В основе команды Нена дебютировал 12 апреля 1942 года в матче с «Сан-Жозе», в этой же игре он забил свой первый мяч за команду. В «Интере» Нена составил часть знаменитой команды клуба, прозванной «Компрессорный каток», за то что была сильнее большинства соперников, выиграв 8 чемпионатов штата.
29 марта 1947 года Нена дебютировал в составе сборной Бразилии в матче кубка Рио-Бранко с Уругваем, завершившимся вничью 0:0. Всего же за сборную Нена сыграл 6 матчей. Он был участником чемпионата мира, но на поле не выходил.
В 1951 году Нена перешёл в клуб «Португеза Деспортос». С Португезой он дважды выигрывал турнир Рио-Сан-Паулу, завершив карьеру в 1957 году. После чего ещё несколько лет проработал в клубе в качестве ассистента главного тренера и на административных должностях.
С 2003 года Нена, вместе с супругой Жураси, жил в Гоянии, страдая от рака лёгких. Футболист имел пять детей, 10 внуков и множество правнуков. Нена был последним живым членом команды «Компрессорного катка». Он скончался 17 ноября 2010 года в Гоянии.

## Достижения
- Чемпион штата Риу-Гранду-ду-Сул: 1940, 1941, 1942, 1943, 1944, 1945, 1947, 1948
- Обладатель кубка Рио-Бранко: 1947
- Обладатель кубка Освалдо Круза: 1950
- Чемпион турнира Рио-Сан-Паулу: 1952, 1955